# 松田一男
松田 一男（まつだ かずお、1925年 - 2016年  ）は、日本の牧師。日本キリスト改革派教会に属し、神戸改革派神学校で組織神学を教授した。
1925年、兵庫県尼崎に生まれる。1945年に神戸経済専門学校を卒業する。1952年に神戸改革派神学校を卒業する。1960年、春名寿章の死去に伴い、日本キリスト改革派板宿教会の牧師に就任し、1994年に引退するまでその任を務めた。傍ら、神戸改革派神学校で組織神学を教えた。1970年の新改訳聖書の翻訳にも携わり、マタイの福音書の翻訳を担当した。

## 訳書
- ジョン・マーレイ『キリスト者の倫理』聖書図書刊行会
- ジョン・マーレイ『キリスト教救済の倫理』小峯書店
- ヘルマン・バヴィンク『信徒のための組織神学』聖恵授産所出版部